# Central Obrera Nacional-Sindicalista
La Central Obrera Nacional-Sindicalista va ser un sindicat espanyol creat en 1934 per Falange Española de las JONS. La Central Obrera Nacional-Sindicalista (CONS) es va formar virtualment sense membres, per iniciativa de Ramiro Ledesma Ramos i constituïda per dos antics membres de l'anarquista CNT (Nicasio Álvarez de Sotomayor i Francisco Guillén Salaya) i Manuel Mateo (anteriorment comunista).
Animada la Falange per la subvenció que rebés del partit monàrquic Renovación Española, per donar aspectes de realitat al seu caràcter nacional-sindicalista, van decidir dedicar part d'aquesta quantitat per a subvencionar-la dotant-la d'una seu central i, posteriorment, finançar la seva propaganda. La CONS va absorbir les restes d'un sindicat de les antigues JONS amb presència en el gremi de conductors de taxis i de cambrers. Posteriorment obririen seus a Valladolid i Saragossa.
La CONS, en la seva propaganda, assumia les *reividicaciones dels sindicats de classe UGT i l'anarquista CNT, argumentant que només es diferenciava d'aquests pel seu caràcter nacionalista; arribant a alinear-se amb la CNT en els enfrontaments que mantingués aquesta amb altres sindicats de caràcter groc, principalment amb els Sindicats Lliures Carlins.
Animats per la propaganda, es van apropar a la seva seu nombrosos treballadors en atur als quals se'ls expedia certificats de treball falsos. El 3 de setembre de 1934 prop d'un miler de treballadors es van dirigir als seus supòsits posats en diferents talls d'obres públiques amb aquests falsos certificats. Una vegada allí es van crear disturbis i varis d'aquests aturats van resultar ferits. Produït l'incident, la UGT va pressionar per boicotejar a la central que va quedar aïllada sense activitat aparent.
També es va fracassar en el va intentar d'implantar la CONS en províncies, en part pel rebuig i l'hostilitat dels sindicats de classe. La CONS va servir solament per demostrar que el moviment nacional-sindicalista posseïa uns sindicats petits, encara que fos més en teoria que en la pràctica.
Un altre intent sindical de FE de las JONS, la Confederació d'Empleats Nacionals, també va fracassar.
En 1940 la CONS va ser, per ordre governativa, dissolta i integrada en l'Organització Sindical Espanyola, el sindicat vertical oficial franquista.
En l'actualitat la Unión Nacional de Trabajadores, fundada el gener de 1978, es considera successora de la CONS original.